# Nieuw-Zeeland op de Olympische Zomerspelen 1984
Nieuw-Zeeland nam deel aan de Olympische Zomerspelen 1984 in Los Angeles, Verenigde Staten.
Met de grootste delegatie tot dan toe behaalde men ook een recordaantal van elf medailles, waarvan acht gouden.

## Medailleoverzicht
| Sport        | Olympiër                                                        | Discipline           | Medaille |
| ------------ | --------------------------------------------------------------- | -------------------- | -------- |
| Kanovaren    | Ian Ferguson                                                    | K-1 500m (m)         | Goud     |
| Kanovaren    | Alan Thompson                                                   | K-1 1000m (m)        | Goud     |
| Kanovaren    | Ian Ferguson Paul MacDonald                                     | K-2 500m (m)         | Goud     |
| Kanovaren    | Grant Bramwell Ian Ferguson Paul MacDonald Alan Thompson        | K-4 1000m (m)        | Goud     |
| Paardensport | Mark Todd                                                       | eventing individueel | Goud     |
| Roeien       | Shane O'Brien Les O'Connell Conrad Robertson Keith Trask        | vier-zonder (m)      | Goud     |
| Zeilen       | Russell Coutts                                                  | finn                 | Goud     |
| Zeilen       | Rex Sellers Chris Timms                                         | tornado              | Goud     |
| Boksen       | Kevin Barry                                                     | -81kg (m)            | Zilver   |
| Roeien       | Kevin Lawton Barrie Mabbott Don Symon Ross Tong Brett Hollister | vier-met (m)         | Brons    |
| Zeilen       | Bruce Kendall                                                   | windglider           | Brons    |

## Deelnemers en resultaten
(m) = mannen, (v) = vrouwen, (g) = gemengd

### Atletiek
| Olympiër         | Discipline             | Resultaat | Prestatie                                                                         |
| ---------------- | ---------------------- | --------- | --------------------------------------------------------------------------------- |
| Peter Pearless   | 800m (m)               | 42e       | serie 3: 6de in 1.49,95                                                           |
| Peter O'Donoghue | 1500m (m)              | 16e       | serie 6: 3de in 3.40,69 halve finale 2: 8ste in 3.38,71                           |
| Tony Rogers      | 1500m (m)              | 9e        | serie 1: 4de in 3.39,78 halve finale 1: 6de in 3.36,48 finale: 9de in 3.38,98     |
| John Walker      | 5000m (m)              | 8e        | serie 2: 2de in 13.44,75 halve finale 2: 3de in 13.28,48 finale: 8ste in 13.24,46 |
| Peter Renner     | 3000m steeplechase (m) | 11e       | serie 3: 2de in 8.22,95 halve finale 2: 2de in 8.18,12 finale: 11de in 8.29,81    |
| Rod Dixon        | marathon (m)           | 10e       | 2:12.57                                                                           |
| Derek Froude     | marathon (m)           | 34e       | 2:19.44                                                                           |
| Steve Walsh      | verspringen (m)        | DNF       | kwalificatie groep B: geen geldige poging                                         |
| Mike O'Rourke    | speerwerpen (m)        | DNF       | kwalificatie groep B: geen geldige poging                                         |
|                  |                        |           |                                                                                   |
| Dianne Rodger    | 3000m (v)              | 9e        | serie 1: 5de in 8.47,90 finale: 9de in 8.56,43                                    |
| Lyn Grime        | 400m horden (v)        | 17e       | serie 2: 5de in 58,02                                                             |
| Anne Audain      | marathon (v)           | DNF       | niet gefinisht                                                                    |
| Lorraine Moller  | marathon (v)           | 5e        | 2:28.34                                                                           |
| Mary O'Connor    | marathon (v)           | 27e       | 2:41.22                                                                           |

### Boksen
| Olympiër      | Discipline | Resultaat | Prestatie |
| ------------- | ---------- | --------- | --- |
| Kevin Barry   | -81kg (m)  | Zilver    | 1ste ronde: W van TRI Smith: 5-0 2de ronde: W van UGA Kiriisa: 3-2 kwartfinale: W van CMR Nanga: 4-1 halve finale: W van USA Holyfield: gediskwalificeerd finale: V van YUG Josipović: walk-over |
| Michael Kenny | -91kg (m)  | 9e        | 1ste ronde: vrij 2de ronde: V van UGA Owiny: scheidsrechterlijke beslissing |

### Boogschieten
| Olympiër        | Discipline      | Resultaat | Prestatie                                                                              |
| --------------- | --------------- | --------- | -------------------------------------------------------------------------------------- |
| Dale Lightfoot  | individueel (m) | 34e       | 1ste ronde: 39ste met 1191 punten 2de ronde: 26ste met 1226 punten totaal: 2357 punten |
|                 |                 |           |                                                                                        |
| Neroli Fairhall | individueel (v) | 35e       | 1ste ronde: 38ste met 1167 punten 2de ronde: 32ste met 1190 punten totaal: 2357 punten |
| Ann Shurrock    | individueel (v) | 24e       | 1ste ronde: 23ste met 1218 punten 2de ronde: 28ste met 1204 punten totaal: 2422 punten |

### Gewichtheffen
| Olympiër        | Discipline  | Resultaat | Prestatie                                                        |
| --------------- | ----------- | --------- | ---------------------------------------------------------------- |
| Michael Bernard | -82,5kg (m) | 10e       | trekken: 12de met 137,5kg stoten: 8ste met 175kg totaal: 312,5kg |
| Allister Nalder | -82,5kg (m) | 8e        | trekken: 7de met 142,5kg stoten: 8ste met 175kg totaal: 317,5kg  |
| Kevin Blake     | -110kg (m)  | 9e        | trekken: 13de met 140kg stoten: 9de met 177,5kg totaal: 317,5kg  |

### Gymnastiek
| Olympiër   | Discipline      | Resultaat | Prestatie                             |
| Ritmisch   | Ritmisch        | Ritmisch  | Ritmisch                              |
| ---------- | --------------- | --------- | ------------------------------------- |
| Tania Moss | individueel (m) | 30e       | kwalificatie: 30ste met 35,200 punten |

### Hockey

#### Mannen
| Olympiër | Discipline | Resultaat | Prestatie |
| --- | ---------- | --------- | --- |
| Jeff Archibald Husmukh Bhikha Chris Brown George Carnoutsos Peter Daji Laurie Gallen Stuart Grimshaw Trevor Laurence Maurice Marquet Grant McLeod Brent Miskimmin Peter Miskimmin Arthur Parkin Ramesh Patel Graham Sligo Robin Wilson | mannen     | 7e        | groep B: 4de G van Pakistan: 3-3 V van Nederland: 1-3 V van Groot-Brittannië: 0-1 W van Kenia: 4-1 G van Canada: 2-2 5-8ste plek: V van India: 0-1 7-8ste plek: W van Spanje: 1-0 |

| Groep B |                  |             |             |             |             |            |            |            |        |
| #       | Land             | Wedstrijden | Wedstrijden | Wedstrijden | Wedstrijden | Doelpunten | Doelpunten | Doelpunten | Punten |
| #       | Land             | G           | W           | G           | V           | V          | T          | Saldo      | Punten |
| 1       | Groot-Brittannië | 5           | 4           | 1           | 0           | 10         | 5          | +5         | 9      |
| 2       | Pakistan         | 5           | 2           | 3           | 0           | 16         | 7          | +9         | 7      |
| 3       | Nederland        | 5           | 3           | 1           | 1           | 16         | 9          | +7         | 7      |
| 4       | Nieuw-Zeeland    | 5           | 1           | 2           | 2           | 10         | 10         | 0          | 4      |
| 5       | Kenia            | 5           | 1           | 0           | 4           | 5          | 14         | -9         | 2      |
| 6       | Canada           | 5           | 0           | 1           | 4           | 7          | 19         | -12        | 1      |

| Ronde       | Datum       | Plaats           | Land | Score         | Land |
| ----------- | ----------- | ---------------- | ---- | ------------- | ---- |
| Groepsfase  |             |                  |      |               |      |
| 30 juli     | Los Angeles | Nieuw-Zeeland    | 3-3  | Pakistan      |      |
| 1 augustus  | Los Angeles | Nederland        | 3-1  | Nieuw-Zeeland |      |
| 3 augustus  | Los Angeles | Groot-Brittannië | 1-0  | Nieuw-Zeeland |      |
| 5 augustus  | Los Angeles | Kenia            | 1-4  | Nieuw-Zeeland |      |
| 7 augustus  | Los Angeles | Canada           | 2-2  | Nieuw-Zeeland |      |
| 5-8ste plek |             |                  |      |               |      |
| 9 augustus  | Los Angeles | India            | 1-0  | Nieuw-Zeeland |      |
| 7-8ste plek |             |                  |      |               |      |
| 10 augustus | Los Angeles | Spanje           | 0-1  | Nieuw-Zeeland |      |

#### Vrouwen
| Olympiër | Discipline | Resultaat | Prestatie |
| --- | ---------- | --------- | --- |
| Christine Arthur Cathy Baker Robyn Blackman Mary Clinton Lesley Elliott Jane Goulding Shirley Haig Harina Kohere Jan Martin Jennifer McDonald Sue McLeish Sandra Mackie Lesley Murdoch Jillian Smith Isobel Thomson Barbara Tilden | vrouwen    | 6e        | groepsfase: 6de V van Nederland: 1-2 V van Australië: 0-3 V van Verenigde Staten: 0-2 V van Bondsrepubliek Duitsland: 0-1 V van Canada: 1-4 |

| Groepsfase |                          |             |             |             |             |            |            |            |        |
| #          | Land                     | Wedstrijden | Wedstrijden | Wedstrijden | Wedstrijden | Doelpunten | Doelpunten | Doelpunten | Punten |
| #          | Land                     | G           | W           | G           | V           | V          | T          | Saldo      | Punten |
| 1          | Nederland                | 5           | 4           | 1           | 0           | 14         | 6          | +8         | 9      |
| 2          | Bondsrepubliek Duitsland | 5           | 2           | 2           | 1           | 9          | 9          | 0          | 6      |
| 3          | Verenigde Staten         | 5           | 2           | 1           | 2           | 9          | 7          | +2         | 5      |
| 4          | Australië                | 5           | 2           | 1           | 2           | 9          | 7          | +2         | 5      |
| 5          | Canada                   | 5           | 2           | 1           | 2           | 9          | 11         | -2         | 5      |
| 6          | Nieuw-Zeeland            | 5           | 0           | 0           | 5           | 2          | 12         | -10        | 0      |

| Ronde       | Datum       | Plaats                   | Land | Score            | Land |
| ----------- | ----------- | ------------------------ | ---- | ---------------- | ---- |
| Groepsfase  |             |                          |      |                  |      |
| 31 juli     | Los Angeles | Nederland                | 2-1  | Nieuw-Zeeland    |      |
| 2 augustus  | Los Angeles | Australië                | 3-0  | Nieuw-Zeeland    |      |
| 4 augustus  | Los Angeles | Nieuw-Zeeland            | 0-2  | Verenigde Staten |      |
| 6 augustus  | Los Angeles | Bondsrepubliek Duitsland | 1-0  | Nieuw-Zeeland    |      |
| 10 augustus | Los Angeles | Canada                   | 4-1  | Nieuw-Zeeland    |      |

### Judo
| Olympiër      | Discipline | Resultaat | Prestatie                                         |
| ------------- | ---------- | --------- | ------------------------------------------------- |
| Shaun O'Leary | -71kg (m)  | 19e       | 1ste ronde: V van CHN Yi: waza-ari                |
| Graeme Spinks | -78kg (m)  | 34e       | 1ste ronde: V van FRA Nowak: yuko                 |
| Bill Vincent  | -86kg (m)  | 12e       | 1ste ronde: vrij 2de ronde: V van KOR Park: ippon |

### Kanovaren
| Olympiër                                                 | Discipline    | Resultaat | Prestatie                                                                           |
| -------------------------------------------------------- | ------------- | --------- | ----------------------------------------------------------------------------------- |
| Ian Ferguson                                             | K-1 500m (m)  | Goud      | serie 3: 2de in 1.49,32 halve finale 1: 1ste in 1.48,00 finale: 1ste in 1.47,84     |
| Alan Thompson                                            | K-1 1000m (m) | Goud      | serie 2: 1ste in 3.53,41 halve finale 2: 1ste in 3.58,90 finale: 1ste in 3.45,73    |
| Ian Ferguson Paul MacDonald                              | K-2 500m (m)  | Goud      | serie 1: 1ste in 1.36,82 halve finale 1: 1ste in 1.36,10 finale: 1ste in 1.34,21    |
| Robert Jenkinson Edwin Richards                          | K-2 1000m (m) | 15e       | serie 3: 4de in 3.37,69 herkansingen: 3de in 3.45,97 halve finale 1: 5de in 3.38,80 |
| Grant Bramwell Ian Ferguson Paul MacDonald Alan Thompson | K-4 1000m (m) | Goud      | serie 1: 1ste in 3.05,99 halve finale 1: 1ste in 3.05,67 finale: 1ste in 3.02,28    |

### Paardensport
| Olympiër                                               | Discipline  | Resultaat | Prestatie                  |
| Eventing                                               | Eventing    | Eventing  | Eventing                   |
| ------------------------------------------------------ | ----------- | --------- | -------------------------- |
| Andrew Bennie                                          | individueel | 37e       | 200,80 strafpunten         |
| Mary Hamilton                                          | individueel | 22e       | 98,00 strafpunten          |
| Andrew Nicholson                                       | individueel | 28e       | 130,40 strafpunten         |
| Mark Graham                                            | individueel | Goud      | 51,60 strafpunten          |
| Andrew Bennie Mary Hamilton Andrew Nicholson Mark Todd | team        | 6e        | 280,00 strafpunten         |
| Springconcours                                         |             |           |                            |
| John Cottle                                            | individueel | DNF       | 1ste ronde: niet gefinisht |

### Roeien
| Olympiër | Discipline      | Resultaat | Prestatie |
| --- | --------------- | --------- | --- |
| Gary Reid | skiff (m)       | 7e        | serie 2: 2de in 7.27,10 herkansingen: 2de in 7.26,12 halve finale 1: 5de in 7.34,15 finale B: 1ste in 7.22,63 |
| Geoff Horan Allan Horan | twee-zonder (m) | 9e        | serie 3: 2de in 7.05,44 halve finale 1: 4de in 7.02,89 finale B: 3de in 7.04,00                               |
| Shane O'Brien Les O'Connell Conrad Robertson Keith Trask                                                                     | vier-zonder (m) | Goud      | serie 1: 1ste in 6.08,41 finale: 1ste in 6.03,48                                                              |
| Kevin Lawton Barrie Mabbott Don Symon Ross Tong Brett Hollister                                                              | vier-met (m)    | Brons     | serie 2: 3de in 6.27,18 herkansingen: 1ste in 6.26,18 finale: 3de in 6.23,48                                  |
| Nigel Atherfold Dave Rodger Roger White-Parsons George Keys Greg Johnston Chris White Andrew Stevenson Mike Stanley Andy Hay | acht (m)        | 4e        | serie 1: 1ste in 5.48,19 finale: 4de in 5.44,14                                                               |
| |                 |           | |
| Stephanie Foster | skiff (v)       | 7e        | serie 3: 2de in 3.51,86 herkansingen: 2de in 3.51,19 halve finale 1: 4de in 4.02,29 finale B: 1ste in 3.52,20 |

### Schermen
| Olympiër     | Discipline | Resultaat | Prestatie |
| ------------ | ---------- | --------- | --- |
| Martin Brill | degen (m)  | 15e       | 1ste ronde groep F: 4de V van SWE Bergström: 3-5 V van SUI Giger: 4-5 G van KOR Yun: 5-5 W van PAK Al-Rasheed: 5-4 2de ronde groep G: 3de W van FRA Boisse: 5-4 V van USA Marx: 3-5 W van CHN Zong: 5-4 W van KOR Lee: 5-4 V van AUT Lembacher: 3-5 3de ronde groep D: 2de V van FRA Boisse: 3-5 W van ITA Bellone: 5-2 V van FRG Fischer: 3-5 W van USA Marx: 5-4 W van CHN Cui: 5-0 4de ronde: V van CAN Dessureault: 4-10 herkansingen: V van SUI Poffet: 8-10 |
| David Cocker | degen (m)  | 50e       | 1ste ronde groep L: 5de V van SUI Nigon: 2-5 V van KUW Hasan: 2-5 V van KOR Kim: 4-5 G van ITA Cuomo: 5-5 W van NOR Pedersen: 5-4 |

### Schietsport
| Olympiër          | Discipline             | Resultaat | Prestatie                         |
| ----------------- | ---------------------- | --------- | --------------------------------- |
| Stephen Petterson | 50m geweer liggend (m) | 13e       | 592 punten: (99-97-100-100-98-98) |
| Tony Clarke       | 50m bewegend doel (m)  | 19e       | 558 punten: (288-270)             |
|                   |                        |           |                                   |
| John Woolley      | skeet                  | 26e       | 189 punten                        |

### Schoonspringen
| Olympiër    | Discipline   | Resultaat | Prestatie                          |
| ----------- | ------------ | --------- | ---------------------------------- |
| Mark Graham | 3m plank (m) | 18e       | voorronde: 18de met 497,55 punten  |
| Gary Lamb   | 3m plank (m) | 22e       | voorronde: 22ste met 477,66 punten |
|             |              |           |                                    |
| Ann Fargher | 3m plank (v) | 13e       | voorronde: 13de met 421,65 punten  |

### Synchroonzwemmen
| Olympiër                      | Discipline | Resultaat | Prestatie                             |
| ----------------------------- | ---------- | --------- | ------------------------------------- |
| Katie Sadleir Lynette Sadleir | duet       | 12e       | kwalificatie: 12de met 164,642 punten |

### Wielersport
| Olympiër                                            | Discipline                    | Resultaat | Prestatie |
| Baan                                                | Baan                          | Baan      | Baan |
| --------------------------------------------------- | ----------------------------- | --------- | --- |
| Murray Steele                                       | sprint (m)                    | 11e       | 1ste ronde: 3de 1ste ronde herkansingen: W van PHI Asuncion: 12,09 2de ronde: V van Bondsrepubliek Duitsland Scheller 2de ronde herkansingen: W van BRA Jamur: 11,92 3de ronde: 2de 3de ronde herkansingen: 3de |
| Craig Adair                                         | tijdrit (m)                   | 5e        | 1.06,96 |
| Anthony Cuff                                        | individuele achtervolging (m) | 11e       | kwalificatie: 15de in 4.55,06 1ste ronde: V van FRA Robert: 4.50,49 |
| Brian Fowler                                        | puntenkoers (m)               | 7e        | halve finale 1: 2de in 24 punten finale: 7de met 12 punten |
| Graeme Miller                                       | puntenkoers (m)               | 25e       | halve finale 2: 13de in 10 punten |
| Craig Adair Anthony Cuff Brian Fowler Graeme Miller | ploegenachtervolging (m)      | 13e       | kwalificatie: 13de in 4.37,57 |
| Weg                                                 |                               |           | |
| Stephen Cox                                         | wegwedstrijd (m)              | 37e       | 5:15.27 |
| Brian Fowler                                        | wegwedstrijd (m)              | 18e       | 5:06.45 |
| Roger Sumich                                        | wegwedstrijd (m)              | DNF       | niet gefinisht |

### Worstelen
| Olympiër       | Discipline  | Resultaat   | Prestatie |
| Vrije stijl    | Vrije stijl | Vrije stijl | Vrije stijl |
| -------------- | ----------- | ----------- | --- |
| Graeme Hawkins | -57kg (m)   | 9e          | groep B: 5de W van ESP García: 4-0 V van USA Davis: 0-4 V van CHN Guan: 0-4                                                                   |
| Zane Coleman   | -74kg (m)   | 21e         | groep A: 11de V van YUG Sjediu: 0-4 V van USA Schultz: 0-4                                                                                    |
| Ken Reinsfield | -82kg (m)   | 6e          | groep B: 3de W van NGR Agogo: 3-1 V van USA Schultz: 0,5-3,5 W van EGY El-Ashram: 3,5-0,5 V van CAN Rinke: 1-3 5-6de plek: V van KOR Kim: 1-3 |

### Zeilen
| Olympiër                             | Discipline      | Resultaat | Prestatie                           |
| ------------------------------------ | --------------- | --------- | ----------------------------------- |
| Russell Coutts                       | finn            | Goud      | 34,7 punten: (1-7-2-2-21-3-5)       |
| Bruce Kendall                        | windglider      | Brons     | 46,4 punten: (2-3-DSQ-13-2-3-5)     |
| Luke Carter David Mackay             | flying dutchman | 10e       | 91,0 punten: (2-3-DSQ-13-2-3-5)     |
| Peter Evans Sean Reeves              | 470             | 14e       | 101,7 punten: (8-15-10-DSQ-PMS-5-3) |
| Rex Sellers Chris Timms              | tornado         | Goud      | 14,7 punten: (3-2-1-2-1-2-DNS)      |
| Simon Daubney Tom Dodson Aran Hansen | soling          | 11e       | 88,7 punten: (DNF-12-17-11-13-6-1)  |

### Zwemmen
| Olympiër                                              | Discipline            | Resultaat | Prestatie                                                                      |
| ----------------------------------------------------- | --------------------- | --------- | ------------------------------------------------------------------------------ |
| Mike Davidson                                         | 200m vrije slag (m)   | 35e       | serie 5: 5de in 1.56,20                                                        |
| Anthony Mosse                                         | 200m vrije slag (m)   | 24e       | serie 6: 4de in 1.54,12 (NR)                                                   |
| Mike Davidson                                         | 400m vrije slag (m)   | 16e       | serie 4: 4de in 3.57,88 finale B: 8ste in 3.58,24                              |
| Mike Davidson                                         | 1500m vrije slag (m)  | 14e       | serie 1: 4de in 15.35,43                                                       |
| Gary Hurring                                          | 100m rugslag (m)      | 4e        | serie 5: 1ste in 57,42 finale: 4de in 56,90 (NR)                               |
| Paul Kingsman                                         | 100m rugslag (m)      | 10e       | serie 4: 4de in 58,33 finale B: 2de in 58,19                                   |
| Gary Hurring                                          | 200m rugslag (m)      | 5e        | serie 4: 1ste in 2.03,29 finale: 5de in 2.03,10 (NR)                           |
| Paul Kingsman                                         | 200m rugslag (m)      | 20e       | serie 1: 4de in 2.06,87                                                        |
| Brett Austin                                          | 100m schoolslag (m)   | 15e       | serie 4: 2de in 1.04,83 (NR) finale B: 7de in 1.05,49                          |
| Brett Austin                                          | 200m schoolslag (m)   | 28e       | serie 6: 5de in 2.27,25                                                        |
| Anthony Mosse                                         | 100m vlinderslag (m)  | 7e        | serie 7: 2de in 55,19 (NR) finale: 6de in 54,93 (NR)                           |
| Anthony Mosse                                         | 200m vlinderslag (m)  | 5e        | serie 3: 1ste in 1.59,76 finale: 5de in 1.58,75 (NR)                           |
| Paul Kingsman Brett Austin Anthony Mosse Gary Hurring | 4x100m wisselslag (m) | 9e        | serie 1: 2de in 3.50,56 (NR)                                                   |
|                                                       |                       |           |                                                                                |
| Carmel Clark                                          | 100m vrije slag (v)   | 28e       | serie 2: 5de in 1.00,63                                                        |
| Anna Doig                                             | 100m vrije slag (v)   | 39e       | serie 1: 6de in 1.02,72                                                        |
| Carmel Clark                                          | 100m rugslag (v)      | 8e        | serie 2: 3de in 1.04,57 swim-off: 1ste in 1.04,33 (NR) finale: 8ste in 1.04,47 |
| Carmel Clark                                          | 200m rugslag (v)      | 8e        | serie 2: 3de in 2.16,78 (NR) finale: 8ste in 2.17,89                           |
| Anna Doig                                             | 100m vlinderslag (v)  | 16e       | serie 1: 3de in 1.03,15 finale B: 8ste in 1.03,65                              |
| Anna Doig                                             | 200m vlinderslag (v)  | 20e       | serie 1: 6de in 2.20,81                                                        |
| Gail Jonson                                           | 200m vlinderslag (v)  | 19e       | serie 1: 5de in 2.20,55                                                        |
| Gail Jonson                                           | 200m wisselslag (v)   | 19e       | serie 1: 5de in 2.25,00                                                        |
| Gail Jonson                                           | 400m wisselslag (v)   | 15e       | serie 3: 6de in 4.59,92 finale B: 7de in 4.58,40                               |

Algerije · Amerikaanse Maagdeneilanden · Andorra · Antigua en Barbuda · Argentinië · Australië · Bahama’s · Bahrein · Bangladesh · Barbados · België · Belize · Benin · Bermuda · Bhutan · Birma · Bolivia · Bondsrepubliek Duitsland · Botswana · Brazilië · Britse Maagdeneilanden · Canada · Centraal-Afrikaanse Republiek · Chili · China · Chinees Taipei · Colombia · Congo-Brazzaville · Costa Rica · Cyprus · Denemarken · Djibouti · Dominicaanse Republiek · Ecuador · Egypte · El Salvador · Equatoriaal-Guinea · Fiji · Filipijnen · Finland · Frankrijk · Gabon · Gambia · Ghana · Grenada · Griekenland · Groot-Brittannië · Guatemala · Guinee · Guyana · Haïti · Honduras · Hongkong · Ierland · IJsland · India · Indonesië · Irak · Israël · Italië · Ivoorkust · Jamaica · Japan · Joegoslavië · Jordanië · Kaaimaneilanden · Kameroen · Kenia · Koeweit · Lesotho · Libanon · Liberia · Liechtenstein · Luxemburg · Madagaskar · Malawi · Maleisië · Mali · Malta · Marokko · Mauritanië · Mauritius · Mexico · Monaco · Mozambique · Nederland · Nederlandse Antillen · Nepal · Nicaragua · Nieuw-Zeeland · Niger · Nigeria · Noord-Jemen · Noorwegen · Oeganda · Oman · Oostenrijk · Pakistan · Panama · Papoea-Nieuw-Guinea · Paraguay · Peru · Portugal · Puerto Rico · Qatar · Roemenië · Rwanda · Salomonseilanden · Samoa · San Marino · Saoedi-Arabië · Senegal · Seychellen · Sierra Leone · Singapore · Soedan · Somalië · Spanje · Sri Lanka · Suriname · Swaziland · Syrië · Tanzania · Thailand · Togo · Tonga · Trinidad en Tobago · Tsjaad · Tunesië · Turkije · Uruguay · Venezuela · Verenigde Arabische Emiraten · Verenigde Staten · Zaïre · Zambia · Zimbabwe · Zuid-Korea · Zweden · Zwitserland